# Кухарка (село)
Куха́рка (укр. Кухарка) — село, расположенное на территории Варвинского района Черниговской области (Украина).